# Szomraj Szabos Wahadas
Szomraj Szabos Wahadas (Przestrzeganie Soboty i Religii) – religijna organizacja żydowskiego ruchu ortodoksyjnego (konserwatywno-klerykalnego).
Została założona w pierwszej połowie lat 30. XX wieku w Radomiu i była w ścisłym kręgu oddziaływania partii Agudas Jisroel.